# Otavi Minen- und Eisenbahn-Gesellschaft
Die Otavi Minen- und Eisenbahn-Gesellschaft (OMEG) wurde im Jahr 1900 als Kolonialgesellschaft mit Sitz in Berlin gegründet, um eine Eisenbahn zwischen Swakopmund und Tsumeb (Otavibahn) im damaligen Deutsch-Südwestafrika, dem heutigen Namibia, zu errichten und das dortige Kupfererz abzubauen. Sie ging 2008 in der S&B Industrial Minerals GmbH auf.

## Geschichte

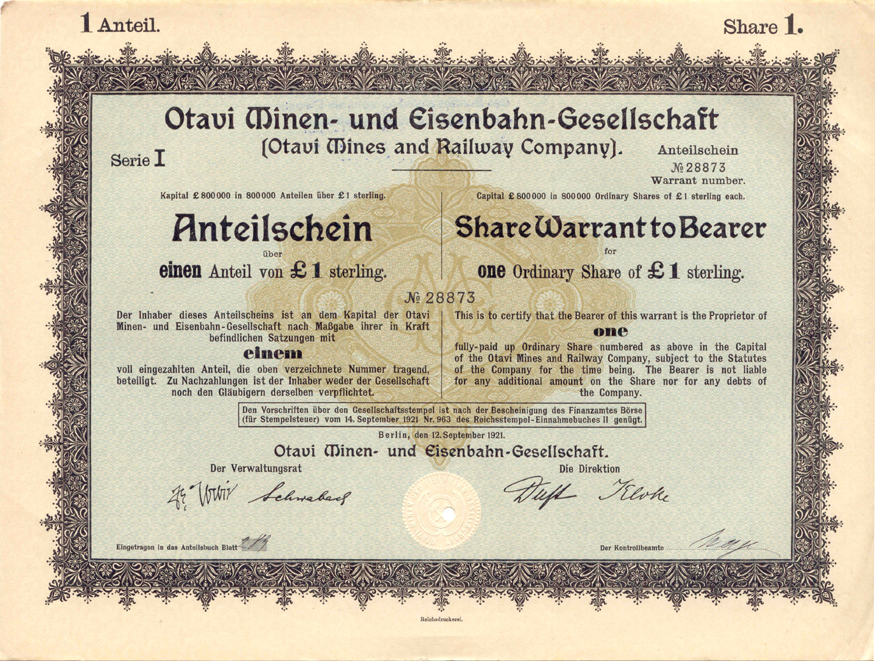
Anteilschein der Otavi Minen- u. Eisenbahngesellschaft (1921)

Aktie über 50 DM der Otavi Minen AG vom August 1976

Initiator war der Hamburger Rechtsanwalt und Kolonialunternehmer Julius Scharlach, Vorstandsvorsitzender während der Bauphase war 1903 bis 1907 der Eisenbahningenieur Alfred Gaedertz. Die Bahn erreichte Tsumeb im März 1906 nach 567 Kilometern und 110 Brücken, die Strecke wurde am 12. November 1906 eröffnet. Die South West Africa Company errichtete 1907/1908 in nur neun Monaten Bauzeit zwischen Otavi und Grootfontein eine 91,3 km lange Zweigbahn, die ebenfalls von der OMEG betrieben wurde. 1910 kaufte der Fiskus des Schutzgebietes die Otavibahn, die OMEG führte den Betrieb jedoch als Pächterin unter der Bezeichnung Deutsch-Südwestafrikanische-Eisenbahn/Otavi-Eisenbahn (DSWAE/OE) weiter. Das Netz war mit 672 km das größte einheitlich betriebene in der 600-mm-Spur.
Nach dem Ende des Ersten Weltkrieges setzte die Gesellschaft ab 1921 ihre Tätigkeit in Form einer „Foreign Company“ fort. Von 1922 bis 1932 leitete Friedrich Wilhelm Kegel das Unternehmen. Mit dem Ausbruch des Zweiten Weltkrieges erfolgte die Übernahme sämtlicher Anlagen, Bergwerke und Farmen durch einen südafrikanischen Treuhänder, der im Jahr 1940 das Bergwerk in Tsumeb schließen ließ.
1947 wurde das im heutigen Namibia verbliebene Vermögen der OMEG vom Unionsverwalter für das feindliche Eigentum verkauft. Käufer war die Okiep Copper Company, die das Geschäft für die Tsumeb Corporation Ltd. tätigte.
In Deutschland setzte die OMEG ihren Geschäftsbetrieb fort. Da zum 1. Januar 1977 mit dem Außerkrafttreten des Schutzgebietsgesetzes die Rechtsgrundlage für Kolonialgesellschaften entfiel, wurde die OMEG 1976 in eine Aktiengesellschaft gewandelt und in Otavi Minen AG umfirmiert.
Von 1989 bis 1996 erwarb die Cookson GmbH 86,7 % der Aktienanteile der Otavi Minen AG, die sie im Jahr 1998 über die S&B Holding GmbH (spätere S&B Minerals Beteiligungs GmbH) an die Silver & Baryte Ores Mining Co. S.A. in Athen veräußert.
Im Jahr 2000 wurde die Otavi Minen AG in eine Holding umgewandelt. Das produktive Geschäft übernahm die neu gegründete Tochtergesellschaft Otavi Minerals GmbH. Im selben Jahr schloss die Otavi Minen AG mit der S&B Minerals Beteiligungs GmbH einen Beherrschungs- und Ergebnisabführungsvertrag. Im Folgenden wurde die S&B Minerals Beteiligungs GmbH zunächst in IKO Minerals GmbH und später in S&B Industrial Minerals GmbH umfirmiert.
Im Jahr 2003 wurde die Otavi Minerals GmbH in die S&B Industrial Minerals GmbH integriert und der Geschäftsbetrieb als Division weitergeführt.
Die Otavi Minen AG legte zum 31. Dezember 2008 ihren letzten Jahresabschluss vor. Die S&B Industrial Minerals GmbH wurde ihre Rechtsnachfolgerin.
Nach der Übernahme durch den Imersys-Konzern im Jahr 2014 wurde die S&B Industrial Minerals GmbH in Imerys Metalcasting Germany GmbH umfirmiert.

## Galerie

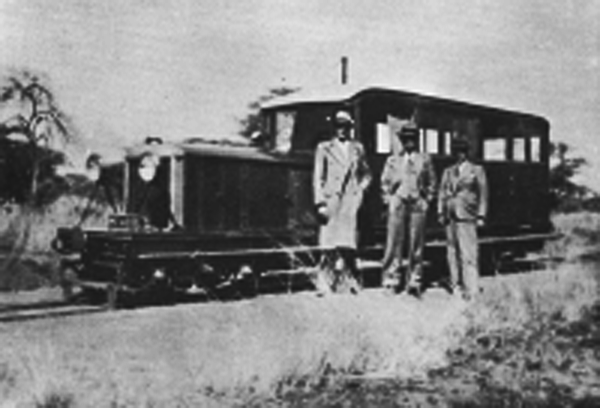
600-mm-Dieseltriebwagen, Höchstgeschwindigkeit 137 km/h (1914)
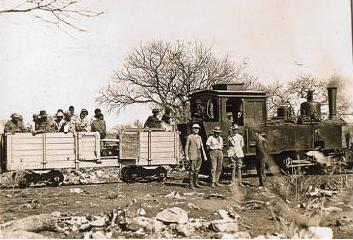
Tenderlokomotive der OMEG nahe Tsumeb (etwa 1931)
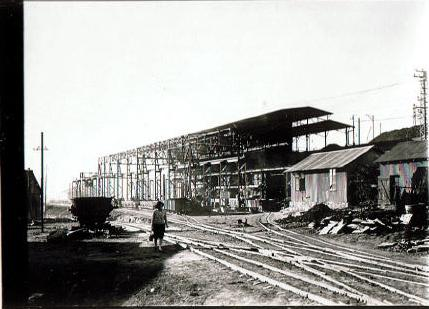
Gleisanlagen auf einem Industriegelände in Tsumeb (etwa 1931)
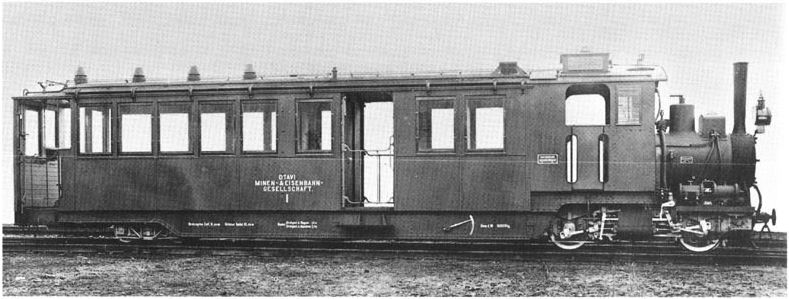
Dampftriebwagen der OMEG
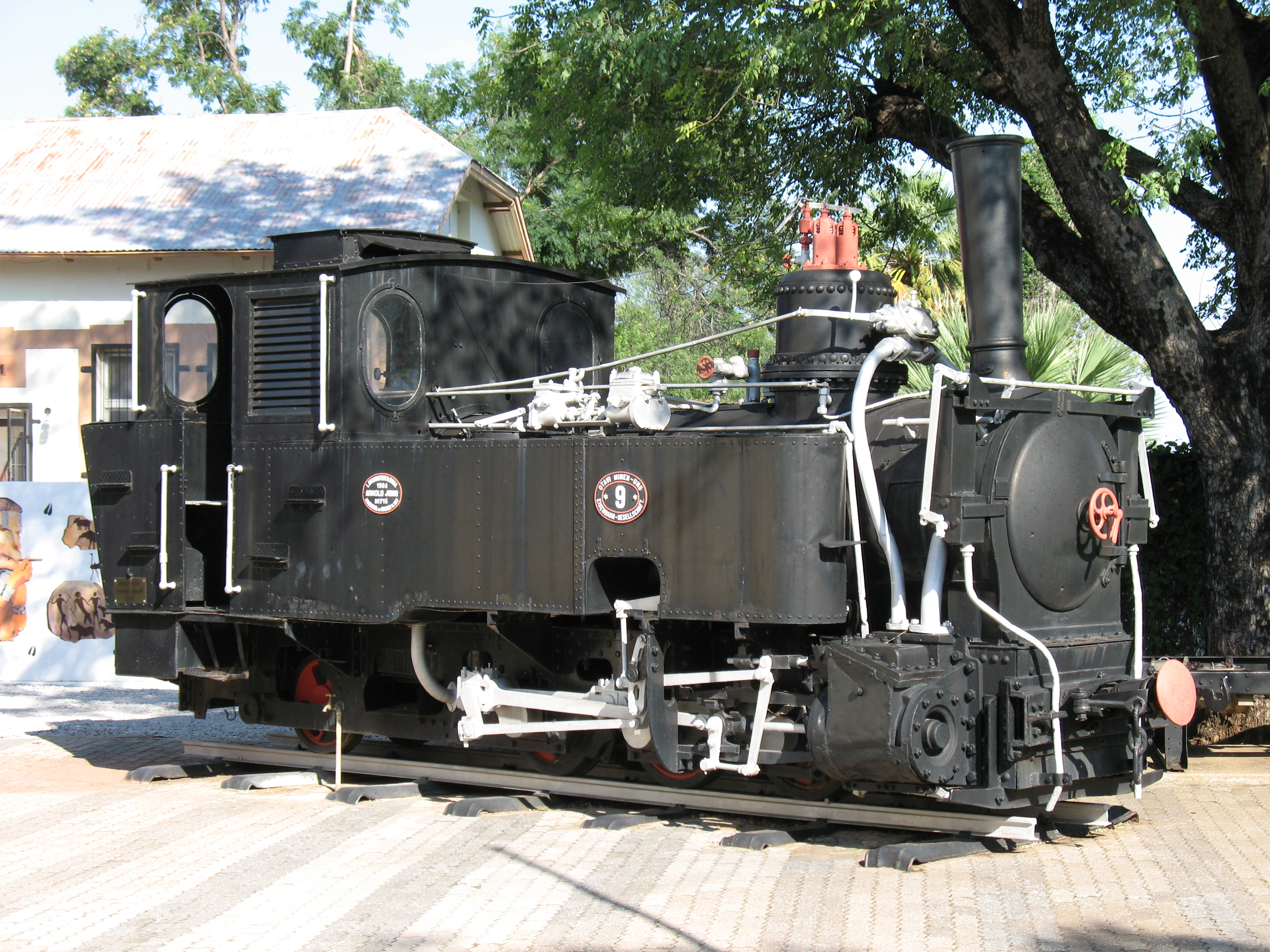
Arnold Jung Lokomotive (Baujahr 1905) der Otavi Minen- und Eisenbahngesellschaft in Tsumeb (2011)
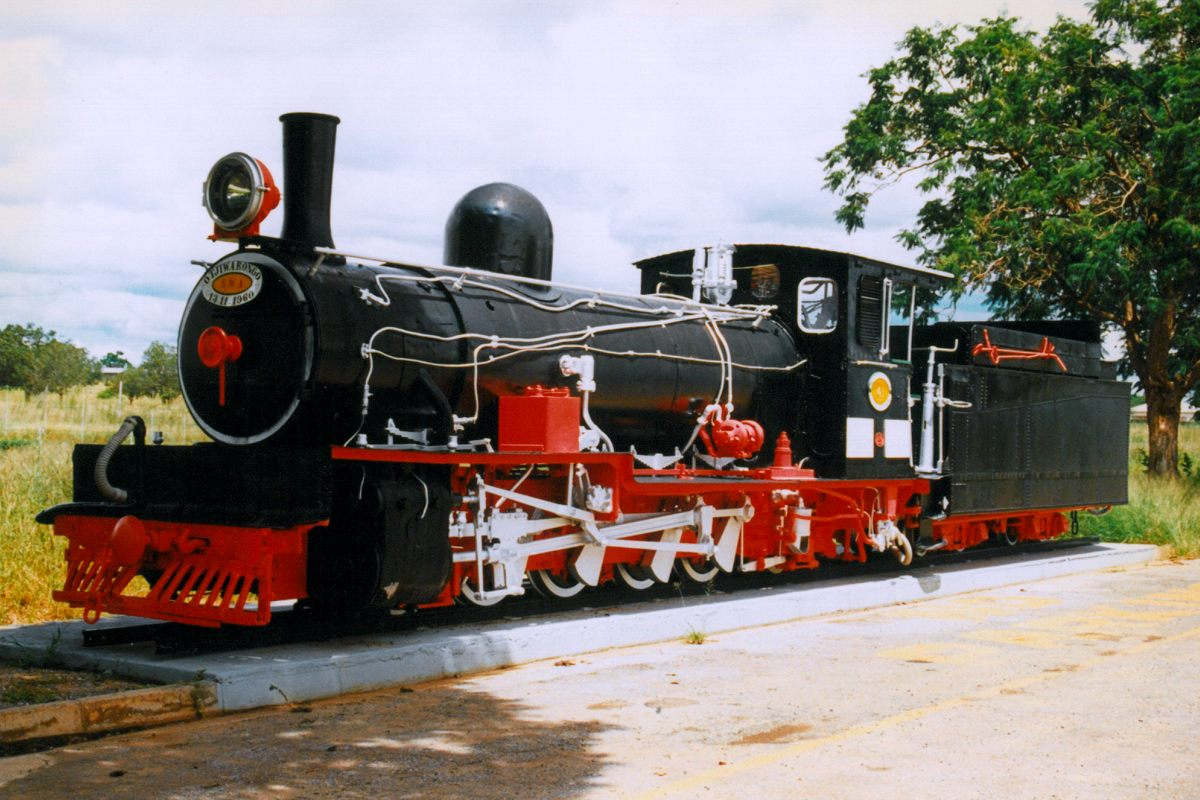
Schmalspurlok der OMEG Nr. 41 (Henschel & Sohn, Kassel, 1912/10721), Denkmal in Otjiwarongo
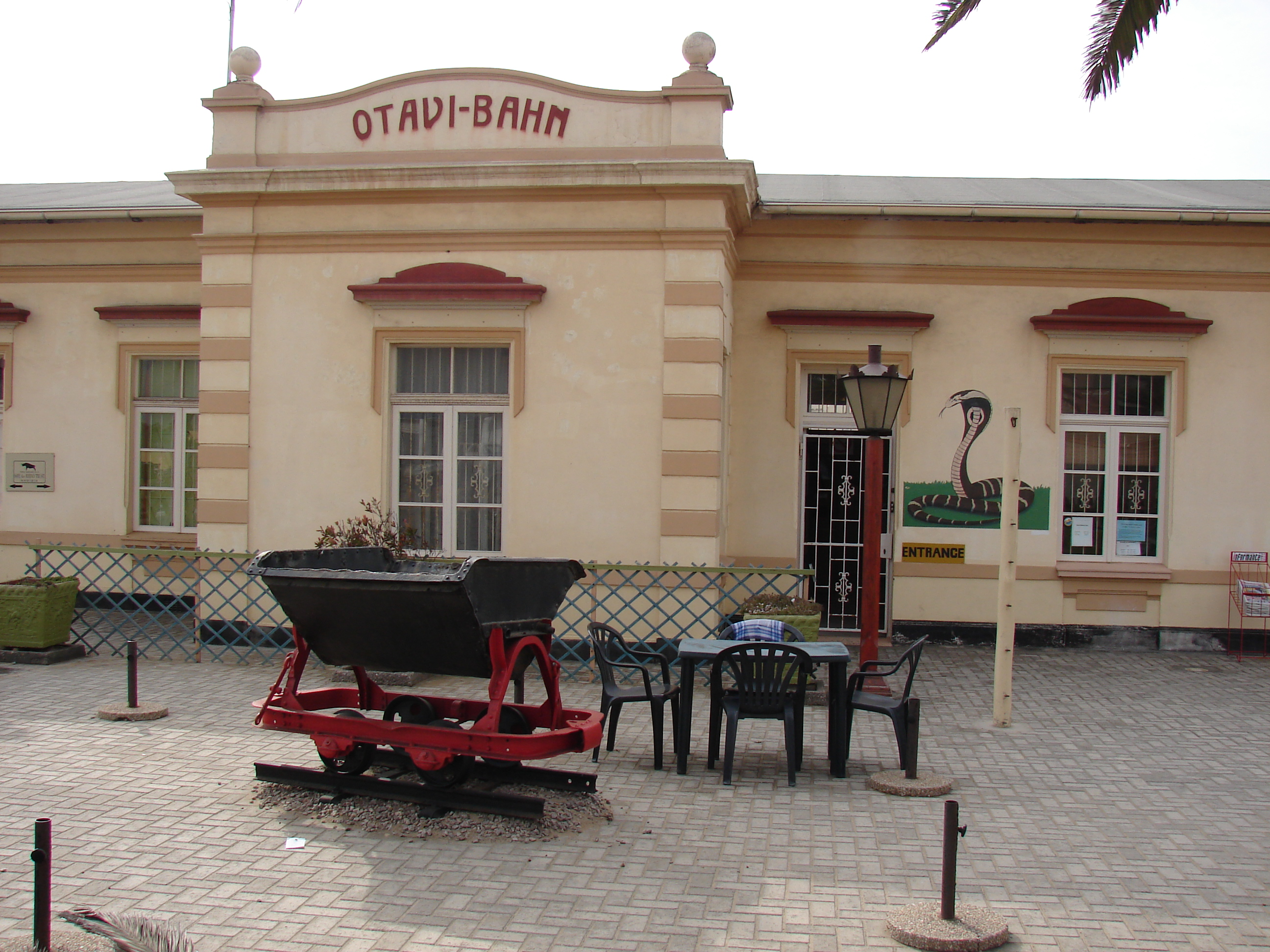
Otavi-Bahnhof